# Haakon Magnusson
Haakon Magnusson zwany Toresfostre (ur. w 1068/1069, zm. w 1094 roku) – król Norwegii w latach 1093–1094. Był synem Magnusa II Haraldssona, natomiast imię jego matki nie jest znane. Współrządził wraz z bratem stryjecznym Magnusem III. Haakon zmarł nagle w 1094 roku.